# Las urwiskowy

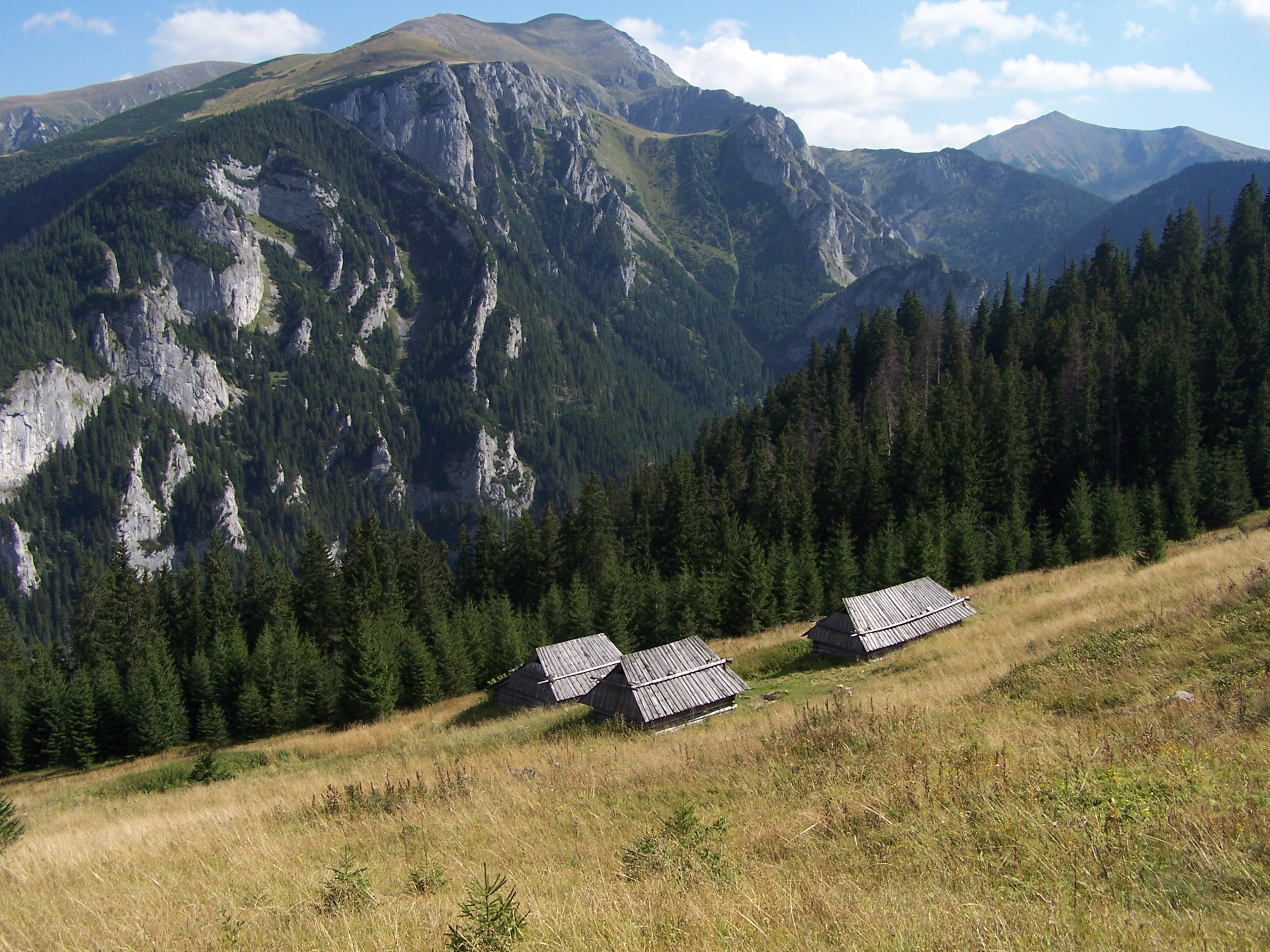
Las urwiskowy na skałach Doliny Kościeliskiej w Tatrach (na Organach)

Las urwiskowy – typ ekosystemu leśnego, las rosnący na bardzo stromych zboczach brzegów potoków, urwiskach i ścianach. Występuje głównie w górach i w Europie Środkowej; jego drzewostan tworzą najczęściej świerki, które powykręcanymi korzeniami trzymają się szczelin skalnych, owijają wokół dużych głazów i różnych skalnych formacji. Las taki często niszczony jest przez lawiny śnieżne i kamienne, burze i wichury. Szczególnie narażone na niszczenie są większe, wyrośnięte okazy drzew.
Las urwiskowy bytuje w ekstremalnie trudnych warunkach klimatycznych i siedliskowych. Jednak dzięki temu, że rośnie na trudno dostępnych dla człowieka terenach i zwykle w miejscach, z których transportowanie drewna jest bardzo utrudnione lub wręcz niemożliwe (a w każdym razie nieopłacalne), las taki często zachował swój pierwotny charakter. W Tatrach, gdzie większość lasów to lasy wtórne, lasy urwiskowe umożliwiają naukowcom poznanie struktury i funkcjonowania lasów pierwotnych. Lasy urwiskowe rosną np. na skałach Doliny Kościeliskiej, na Zawracie Kasprowym.